# Association des scouts et guides du Sénégal
L'Association des scouts et guides du Sénégal a été créée en 1953.
Elle fait partie de la Confédération sénégalaise du scoutisme et de l'Organisation mondiale du mouvement scout. La section des guides est membre de l'Association mondiale des guides et éclaireuses depuis 1981.
L'association mixte comprend 19 000 membres. La section des guides en accueille 4 093 (en 2003).